# Szalaszend
Szalaszend ist eine ungarische Gemeinde im Kreis Encs im Komitat Borsod-Abaúj-Zemplén.

## Geografische Lage
Szalaszend liegt in Nordungarn, gut 40 Kilometer nordöstlich des Komitatssitzes Miskolc und 7 Kilometer nördlich der Kreisstadt Encs an dem kleinen Fluss Bélus-patak. Nachbargemeinden sind Fulókércs und Méra.

## Geschichte
1936 entstand Szalaszend durch die Zusammenführung der Gemeinden Szala, Alsószend und Felsőszend.

## Sehenswürdigkeiten
- Dorfmuseum (Falumúzeum)
- Reformierte Kirche im Ortsteil Alsószend (Barock)
- Reformierte Kirche im Ortsteil Felsőszend (Barock)
- Römisch-katholische Kirche Szent Gellért
- Schloss Hönig (Hönig-kastély)
- Weltkriegsdenkmal (I. világháborús emlék)

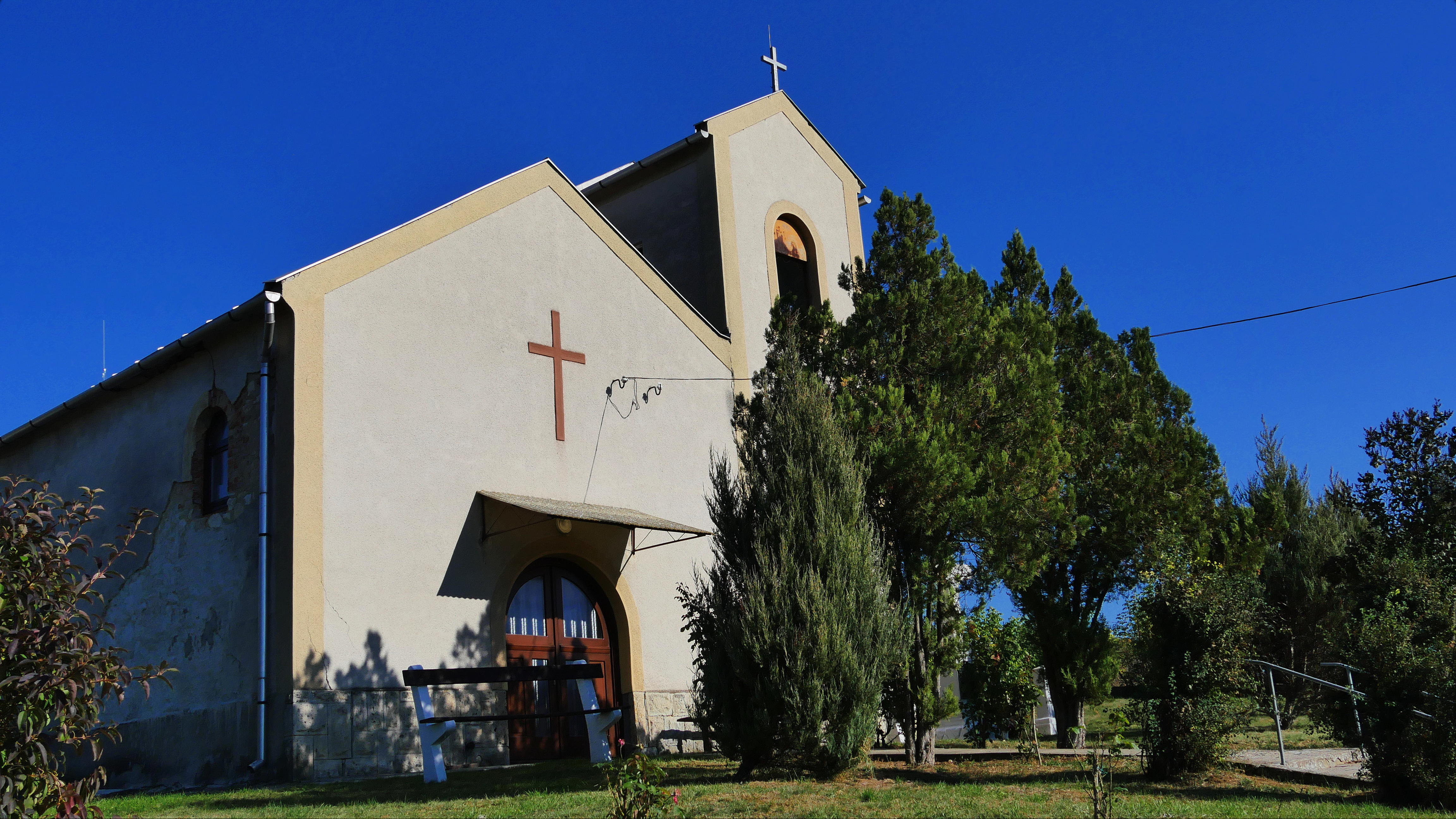
Römisch-katholische Kirche Szent Gellért
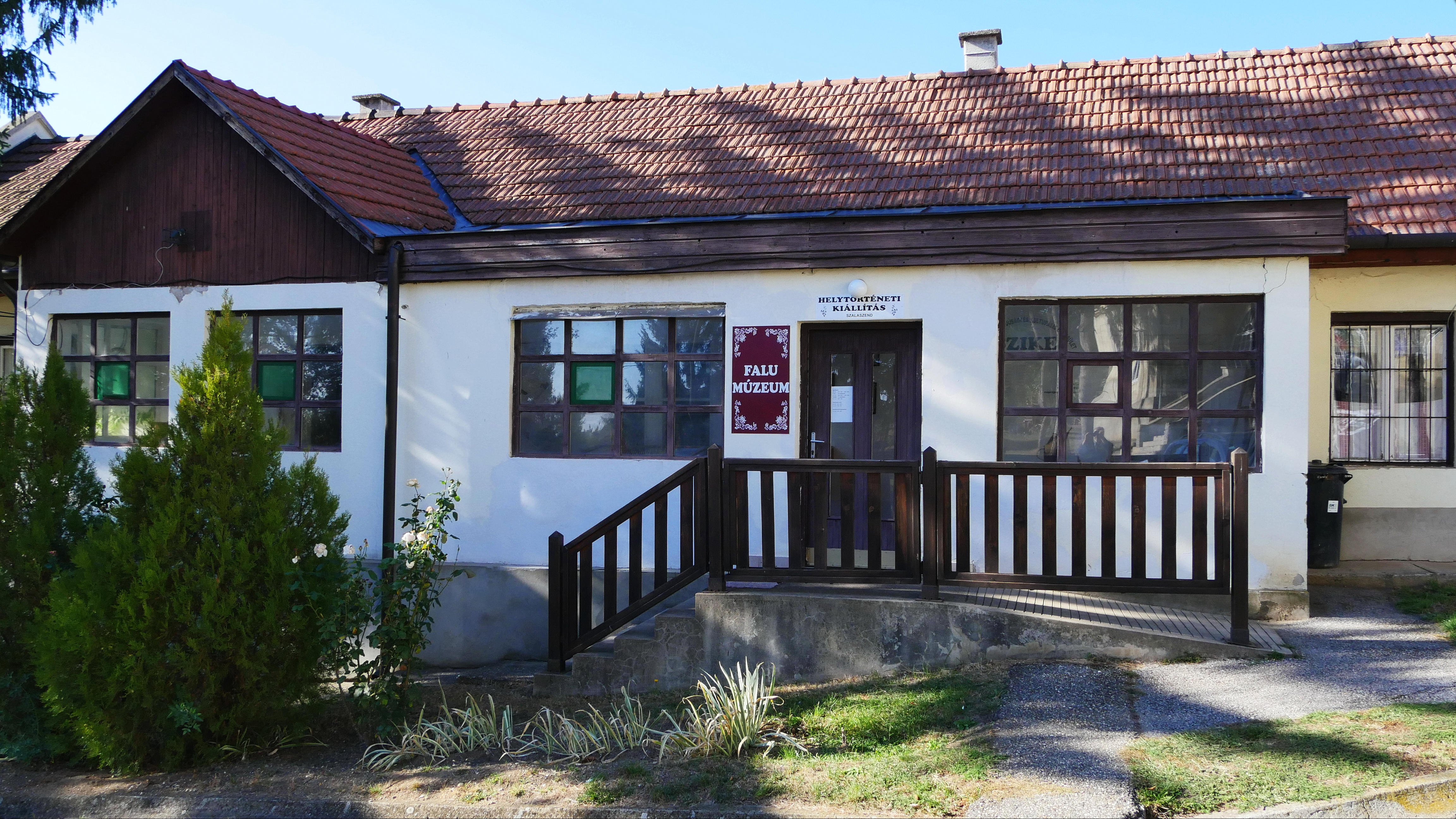
Dorfmuseum

## Verkehr
Durch Szalaszend verläuft die Landstraße Nr. 2626. Es bestehen Busverbindungen über Méra nach Encs sowie über Fulókércs nach Szemere. Der nächstgelegene Bahnhof befindet sich drei Kilometer südlich in Méra.